# ۲۲۷ (قمری)
۲۲۷ (قمری)، دویست و بیست و هفتمین سال در گاهشماری هجری قمری است. اول محرم این سال برابر با بیست و پنجم اکتبر سال ۸۴۱ میلادی است.

## وابسته
- اخبارالطوال